# Diatesi media
La diatesi media si interpone fra le diatesi attiva e passiva. Questa diatesi esiste in greco, oltre che in sanscrito; si pensa fosse propria della lingua proto-indeuropea. In greco può avere tre funzioni: quella riflessiva, quella di interesse all'azione ed anche quella dinamica. Pertanto, ad esempio, γράφομαι (forma medio-passiva di γράφω, scrivo) può significare sia "sono scritto", sia "scrivo per me", sia "mi scrivo", sia "faccio scrivere".
Esistono inoltre numerosi verbi, detti deponenti, che si trovano soltanto alla forma medio-passiva, ma hanno significato attivo, indicando una certa partecipazione del soggetto nell'azione. Prendiamo come esempio il verbo μάχομαι (combattere).
Τίς τάρ σφωε θεῶν ἔριδι ξυνέηκε μάχεσθαι; (Omero) Quale degli dèi li ha portati a combattere per mezzo di una disputa?
Effettivamente, μάχεσθαι è infinito presente medio-passivo, eppure in questo caso ha funzionamento attivo. Lo stesso discorso vale, ad esempio, per i verbi βούλομαι (volere) e ἐργάζομαι (lavorare).
Le desinenze medie principali sono -μαι,-σαι,-ται,-σθον,-σθον,-μεθα/-μεσθα,-σθε,-νται.